# Гельперин, Иосиф Ильич
Иосиф Ильич Гельпе́рин (1906—1995) — советский инженер, химик-технолог и преподаватель.

## Биография
Родился 17 (30 октября) 1906 года в Вилейке (ныне Минская область, Беларусь). Младший брат Н. И. Гельперина.
Окончил реальное училище в Минске (1923) и механический факультет МХТИ имени Д. И. Менделеева (годы учёбы 1925—1930).
В 1928—1930 инженер-механик в азотном бюро Северного химического треста и затем в Центральном химическом тресте ВСНХ СССР. В 1930—1932 инженер в азотном секторе института «Химпроект».
С 1932 года и до выхода на пенсию (в 1987 году) работал в институте «Гипроазот», который в 1943 после слияния с ГИА был преобразован в Государственный институт азотной промышленности (ГИАП).
В 1932—1940 годах участвовал в пуске и освоении производства на Березниковском химкомбинате (БХК).
Руководил разработкой агрегатов для разделения коксового газа и воздуха, которые применялись в цехах по синтезу аммиака из коксового газа на Кемеровском, Днепродзержинском и Горловском азотно-туковых заводах (АТЗ).
Во время войны руководил организацией производства боеприпасов на Березниковском АТЗ.
С 1964 года ─ главный химик проблемы МХП СССР (советник министра). Разработал агрегат для промывки жидким азотом.
Кандидат технических наук. В 1930—1932 годах преподавал в Московском политехникуме имени В. И. Ленина. В 1932─1935 доцент кафедры ПАХТ в МИХМе. В 1950─1960-х годах доцент кафедры сопромата в МИТХТ имени М. В. Ломоносова.
С 1987 года на пенсии.
Умер в 1995 году. Похоронен в Москве на Востряковском кладбище.

## Труды
Соавтор трёх монографий и справочника:
- Методы расчетов по технологии связанного азота / [Учебное пособие для химико-технологических вузов и факультетов] / В. И. Атрощенко, И. И. Гельперин, А. П. Засорин, В. И. Конвисар, А. Я. Крайняя, А. Р. Ястребенецкий; под общей редакцией В. И. Атрощенко. — Харьков, Издательство Харьковского университета, 1960. — 303 с., 4 л. черт: черт.; 23 см.
- Справочник по разделению газовых смесей методом глубокого охлаждения [Text] / составители: И. И. Гельперин, Г. М. Зеликсон, Л. Л. Рапопорт; под общей редакцией Н. И. Гельперина. — Изд. 2-е, переработанное. — Москва : Госхимиздат, 1963. — 512 с. : ил., табл. — Библиография в конце глав. — Предметный указатель: с. 502—512. — Б. ц.

## Награды и премии
- орден Ленина (1976)
- орден «Знак Почёта» (1943).
- Сталинская премия второй степени (1948) — за коренное усовершенствование технологии получения химических продуктов (метанол)
- Ленинская премия (1960) — за участие в ядерной программе СССР (разрабатывал способы производства жидких водорода и дейтерия высокой чистоты)
- Почётный химик СССР